# Дроб
Дроб (рум. Drob) — страва румунської кухні. Являє собою фарш із субпродуктів ягняти, загорнутий в сальник і засмажений як м'ясний рулет.

## Опис страви
Основними компонентами є субпродукти баранини (печінка, легені, селезінка, серце та нирки), овочі (цибуля, кріп, петрушка, часник, любисток), яйця (сирі й варені), хлібний м'якуш, замочений у воді або молоці. Потрухи барана дрібно нарізають і змішують з іншими інгредієнтами та спеціями. Фарш загортають в сальник. Потім дроб укладають на деко та запікають у духовці. Як варіант, спочатку сальник можуть розрізати на невеликі квадратики, в які загортають фарш як на голубці, а потім запікають із сиром. Також замість сальника іноді використовують тісто. 

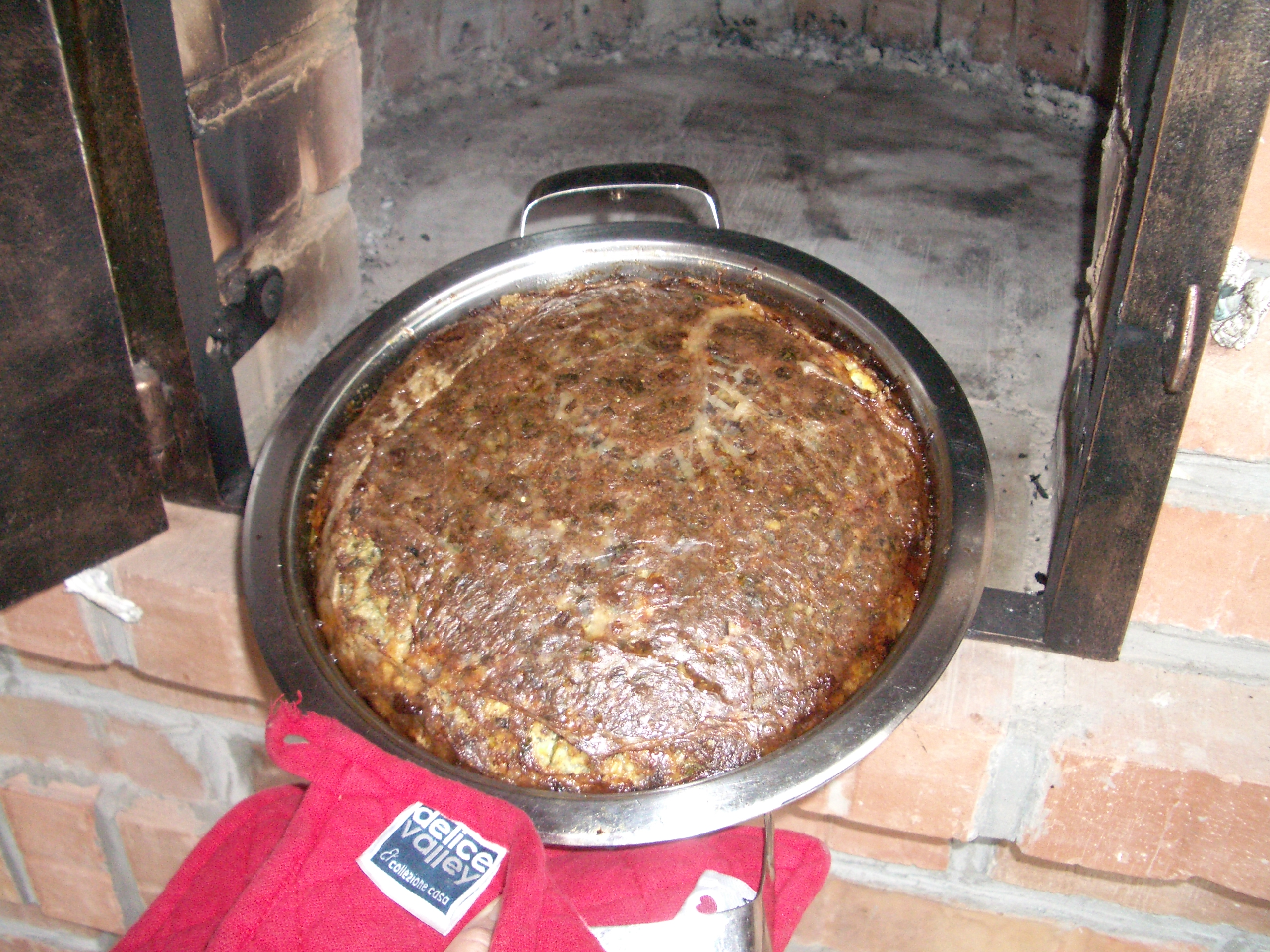
Дроб

Традиційно дроб готують на Великдень і є однією із страв, що подаються до великодньої трапези.. Дроб поєднує в одній страві два християнські символи із Великодня: писанки, які додають до очищеної суміші інгредієнтів, і м'ясо (баранину). Православні віруючі приносять в жертву ягня, що символізує Христову жертву за спасіння людства. Із баранини виготовляється безліч страв, які будуть подавати всій родині, разом із червоними яйцями та великоднім сиром.
У США забороняється ввезення та підготовка до споживання людиною овець легенів. Таким чином, у США неможливо приготувати традиційну румунську страву дроб.